# Disputa sul nome Azerbaigian

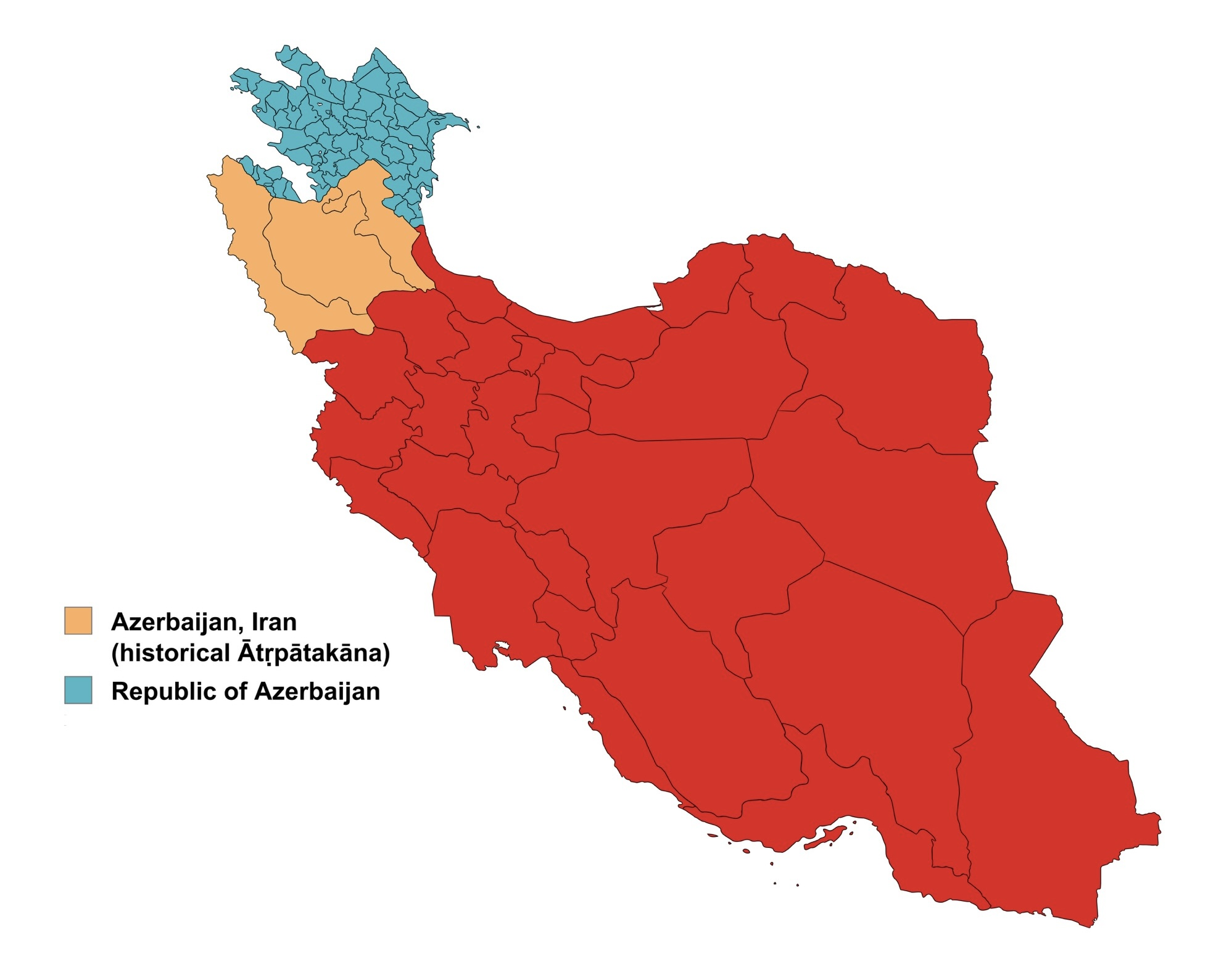
L'Azerbaigian, regione del nord-ovest dell'Iran, e la Repubblica dell'Azerbaigian nel Caucaso meridionale

La disputa sul nome Azerbaigian è un contenzioso internazionale nato all’inizio del XX secolo tra l'Azerbaigian, regione del nord-ovest dell'Iran e la terra originariamente e storicamente chiamata Azerbaigian (in persiano antico Ātṛpātakāna), e la Repubblica dell'Azerbaigian, fondata nel 1918 nelle terre del Caucaso meridionale chiamate storicamente di Arran e Shirvan.